# Blue Planet II
Blue Planet II is een zevendelige natuurdocumentaireserie uit 2017 geproduceerd door de BBC. Het is een vervolg op The Blue Planet uit 2001. De serie wordt gepresenteerd door David Attenborough met muziek van Hans Zimmer.
De serie werd in 2013 aanvankelijk aangekondigd door de BBC met de titel Oceans, maar werd in februari 2017 veranderd naar Blue Planet II. De serie bevat nog beter beeldmateriaal van het leven in de oceanen dan de vorige serie. De opnames namen meer dan 4 jaar in beslag, verdeeld over 125 expedities in 39 landen. Er werd meer dan 6000 uur onderwater duikmateriaal geproduceerd van meer dan 4000 duiken. 
Zimmer produceerde in samenwerking met Radiohead speciaal voor de trailer het nummer Oceans (een bewerking van Bloom dat Radiohead eerder uitbracht).
De trailer van de serie werd wereldwijd 43 miljoen keer bekeken. De serie ging in het Verenigd Koninkrijk in première op 29 oktober 2017 op BBC One. In Nederland werd de eerste aflevering uitgezonden op 28 december 2017 door de EO. In Vlaanderen werd de eerste aflevering uitgezonden op 2 januari 2018 door Canvas.

## Afleveringen
1. One Ocean
2. The Deep
3. Coral Reefs
4. Big Blue
5. Green Seas
6. Coasts
7. Our Blue Planet